# Ferdinando Coppola
Ferdinando Coppola (* 10. Juni 1978 in Neapel) ist ein ehemaliger italienischer Fußballtorhüter.

## Spielerkarriere

### Die Anfänge
Ferdinando Coppola startete seine Karriere bei seinem Heimatclub SSC Neapel. Dort spielte er von 1997 bis 2000 drei Jahre lang, ehe er für weitere drei beim FC Bologna unter Vertrag stand. In Bologna blieb er jedoch ohne einen einzigen Einsatz in der Liga, da er im italienischen Nationaltorhüter Gianluca Pagliuca eine denkbar große Konkurrenz hatte.

### Ascoli Calcio
Um öfter zu spielen, zog Coppola 2003 einen Wechsel zum Zweitligisten Ascoli Calcio vor. Dort kam er in der ersten Saison allerdings nur auf einen Einsatz, weshalb er nach nur sechs Monaten an den Erstligisten AC Reggiana verliehen wurde. Dort kam er zwar ebenfalls nur auf zwei Spiele, doch bestritt er die nächste Saison in Ascoli als Stammkraft und konnte mit seiner Mannschaft aufsteigen. In der folgenden Saison spielte er alle 38 Partien in der Serie A und trug maßgeblich zum Klassenerhalt bei.

### AC Mailand
Inzwischen waren auch einige größere Vereine auf ihn aufmerksam geworden – den Zuschlag erhielt der italienische Topclub AC Mailand, wo er dritter Torwart wurde. Zwar bestritt er mehrere Testspiele mit den Norditalienern, jedoch verlieh der AC ihn unmittelbar nach seiner Verpflichtung an den Zweitligisten Piacenza Calcio weiter. Dort lief er in allen 42 Spielen auf. In der nächsten Saison, 2007/08, war er als Leihspieler Stammtorwart beim Erstligisten Atalanta Bergamo. Nach seiner Rückkehr zum AC Mailand wurde er für die Saison 2010/11 zum AC Siena verliehen und stieg mit Siena in die Serie A auf. Im darauffolgenden Jahr absolvierte er 22 Spiele für den FC Turin in der Serie B, ebenfalls als ausgeliehener Spieler des AC Mailand. Auch hier gelang ihm der Aufstieg. In der Saison 2013 absolvierte er ein Spiel für Turin. Für die Saison 2013–2014 kehrte er zum AC Mailand zurück, bestritt aber kein Spiel für den Verein.

### FC Bologna
Zur Saison 2014/15 wechselte Coppola zum FC Bologna, der in der zweithöchsten italienischen Liga spielt.

### Hellas Verona
Im Sommer 2015 wechselte Coppola zu Hellas Verona.

## Erfolge
- 2004/05 – Aufstieg in die Serie A mit Ascoli Calcio
- 2010/11 – Aufstieg in die Serie A mit der AC Siena
- 2011/12 – Aufstieg in die Serie A mit dem FC Turin
- 2014/15 – Aufstieg in die Serie A mit dem FC Bologna
- 2016/17 – Aufstieg in die Serie A mit Hellas Verona